# Бучачский мир

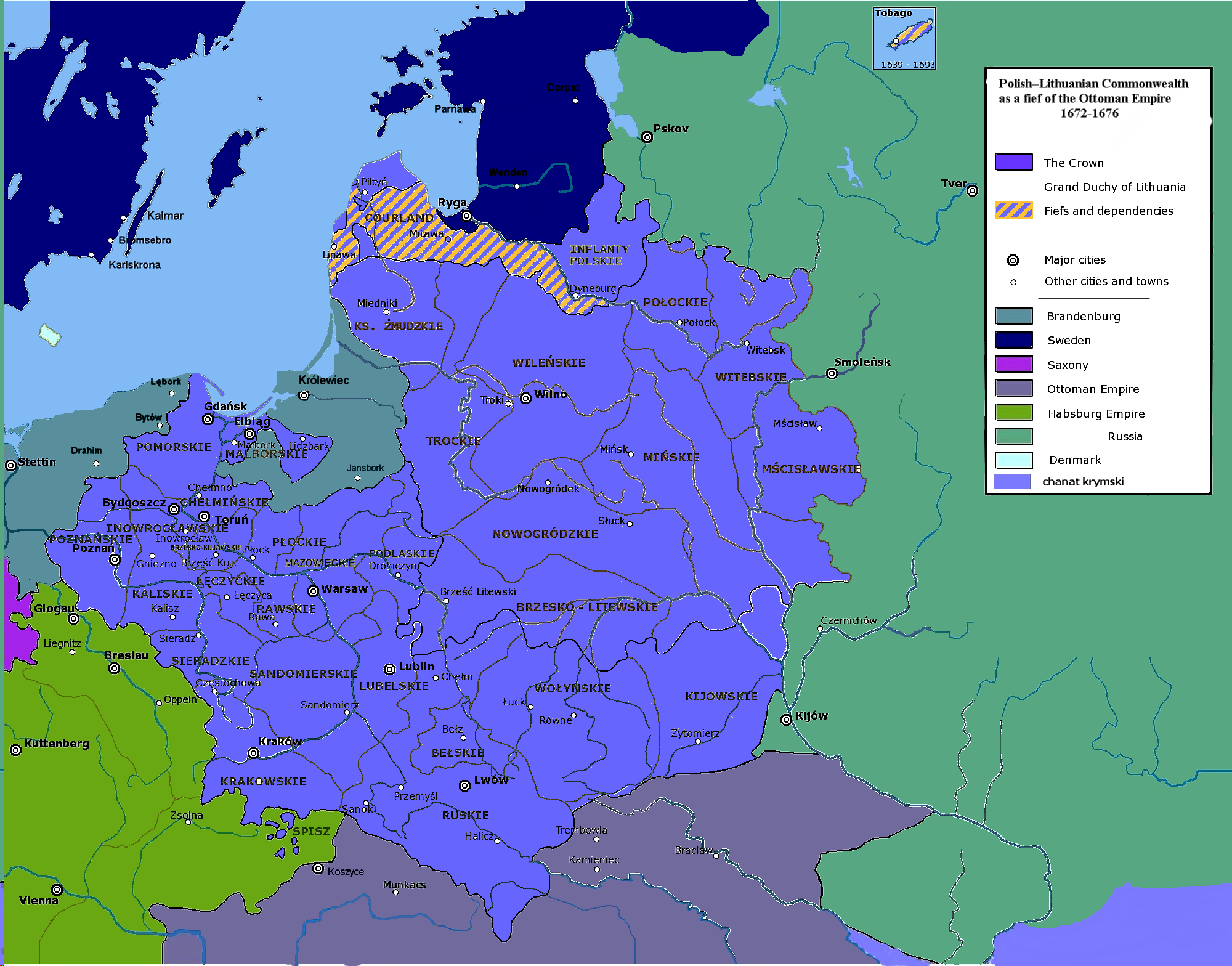
Речь Посполитая после Бучачского мира в 1672

Бучачский мир — мирный договор между Речью Посполитой и Османской империей, заключённый 18 октября 1672 года в Бучаче.
Польский король и великий князь литовский Михаил Корибут Вишневецкий, неспособный организовать эффективное сопротивление турецкому вторжению, отказывался по договору от Подольского и Брацлавского воеводств, в то время как южная часть Киевского воеводства отходила правобережным казакам гетмана Дорошенко, считавшимся в тот непродолжительный период вассалами стамбульской Порты. Ослабленная в военном отношении Речь Посполитая обязывалась выплачивать дополнительные контрибуции на сумму 22 тысяч злотых ежегодно. Это вызвало протесты в польском сейме и стало причиной Польско-турецкой войны 1672—1676 годов под предводительством Яна III Собеского. В рамках Карловицкого мира, заключённого 26 января 1699 года, Речь Посполитая возвратила себе большинство из потерянных по Бучачскому миру земель.